# Tineodes adactylalis
Tineodes adactylalis är en fjärilsart som beskrevs av Achille Guenée 1854. Tineodes adactylalis ingår i släktet Tineodes och familjen Tineodidae. Inga underarter finns listade i Catalogue of Life.